# Nationaal Rijtuigmuseum

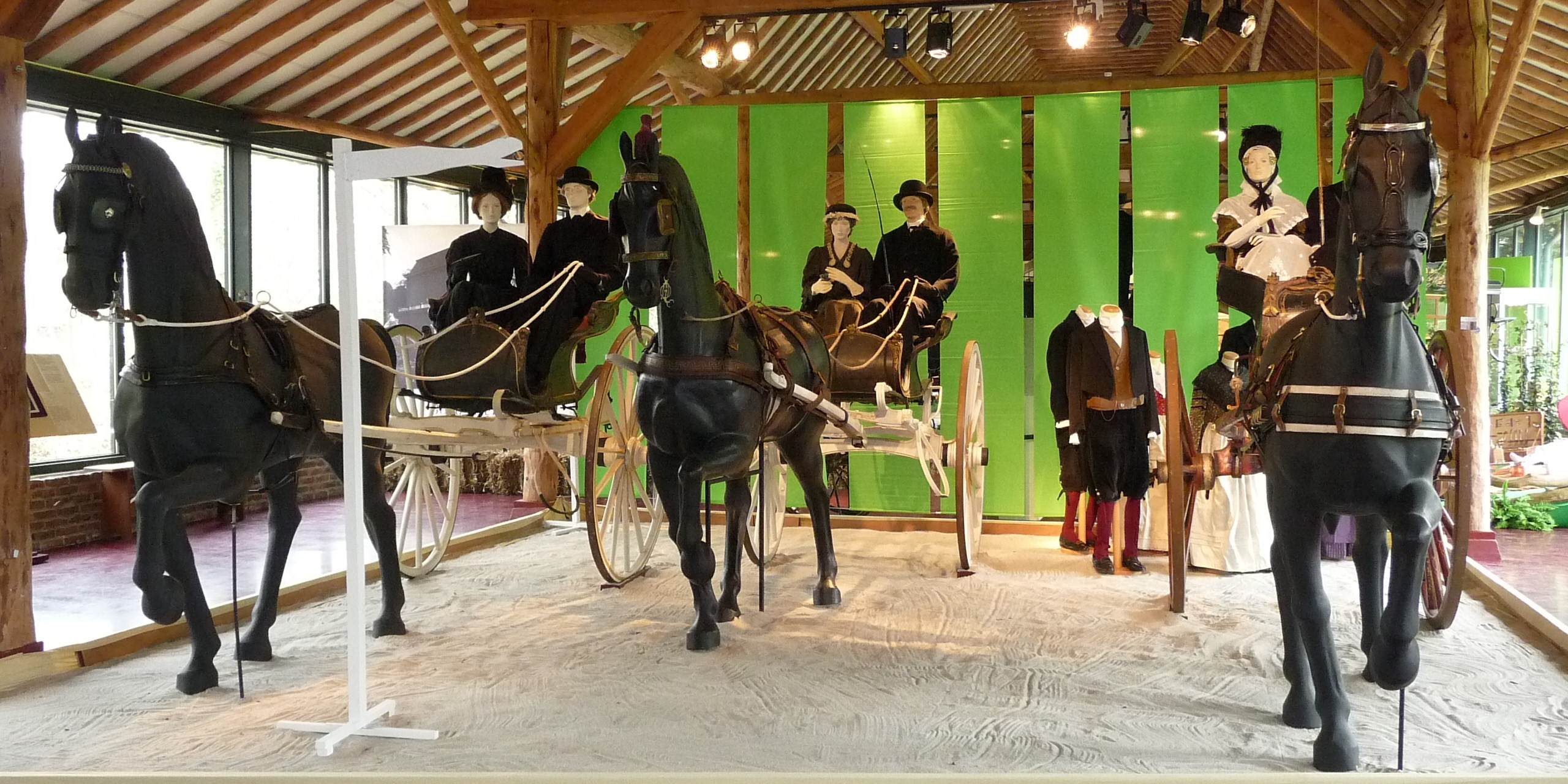
Tentoonstellingsruimte

Het Nationaal Rijtuigmuseum is opgericht in 1958 en deels gevestigd in het Borg- & Rijtuigmuseum Nienoord op landgoed Nienoord in Leek in de provincie Groningen. Grondleggers waren D.D. ter Maten, H. Braber (directeur van de VVV te Groningen} en de opperstalmeester van de koningin Freek Bischoff van Heemskerck. B.J. Bruins Bzn. werd de eerste rentmeester van het museum. Sinds 2015 is Geert Pruiksma directeur van het museum.

## Collectie
Het museum geeft een overzicht van de geschiedenis van het reizen met rijtuigen in Nederland in de afgelopen 300 jaar. Het heeft een grote collectie rijtuigen, arrensleden, tuigen, zadels, gereedschappen, schilderijen, prenten en kleding in bruikleen; de collectie zelf is in eigendom van de Stichting Hippomobiel Erfgoed (vh. Paard & Karos). Het museum zegt zelf een soort Ark van Noach te willen zijn, waar van elk type rijtuig ten minste een exemplaar bewaard wordt. Met meer dan 300 rijtuigen beschikt het museum over de grootste collectie rijtuigen in de wereld. Jaarlijks ontvangt het museum, dat intensief samenwerkt met rijtuigmusea in Lissabon en Wenen, 15.000 tot 25.000 bezoekers.
In 2007 kwamen ook de rijtuigen van Kasteel de Haar in het bezit van het museum.
In Museum Nienoord zijn verder onder meer voorwerpen te zien die te maken hebben met de geschiedenis van het landgoed. In verschillende ruimtes van de borg worden ook regelmatig kunsttentoonstellingen gehouden.

## Vijftigjarig jubileum
Onder de titel "Goud" werd in 2008 het vijftigjarig bestaan van het museum gevierd. Tijdens deze viering werd de Crème Calèche van de koninklijke familie tentoongesteld.
In 1963 werd de Gouden Koets in het museum tentoongesteld.